# Bernard el Danés
Bernard el Danés también citado como Bernard de Harcourt (c. 880-Pont-Audemer, Eure, antes de 960) fue un caudillo vikingo, jarl de origen danés que estuvo al servicio de Rollo que asentó sus fuerzas a orillas del Sena. Algunas fuentes le citan como hijo de Bruno II de Angria. Tras el Tratado de Saint-Clair-sur-Epte que oficialmente dio nacimiento al Ducado de Normandía (911), Bernard se convirtió al Cristianismo en Rouen al año siguiente y poco después recibió de Rollo el condado de Pont-Audemer en Roumois (hoy departamento de Eure) y luego la ciudad de Harcourt.  
Bajo las órdenes del hijo de Rollo y sucesor el duque Guillermo I de Normandía, a principios de la década de 930 Bernard estuvo encabezando las fuerzas para sofocar el levantamiento de los normandos del caudillo Rioulf desde occidente, que estuvo asediando a Guillermo en Rouen, luego en 935 acabó con la revuelta de Bessin y Cotentin desencadenadas por vikingos rebeldes e independientes del frágil y joven Ducado, a diferencia de la región oriental de Normandía, donde se afirmó su poder un poco más tarde.
Bernard participó en el rescate del hijo de Guillermo que había sido capturado por Luis IV de Francia, Ricardo I (heredero del Ducado de Normandía), en alianza con Osmond de Centeville, Bernard de Senlis e Yves de Creil. Dudon de Saint-Quentin y Guillermo de Jumièges mencionaron a Bernard como uno de los tres secretarii de Guillermo I de Normandía, junto a Anslech de Bricquebec y Raoul Taisson. Los tres sirvieron como tutores de su hijo Ricardo I de Normandía durante su minoría de edad.
Entre 945 y 946, apeló a Harald Blåtand y sus vikingos daneses para defender el Ducado frente a los ataques del rey carolingio Luis IV de Francia y Hugo el Grande, duque de los francos. Luis pretendía arrebatar las tierras al oeste de Normandía que habían sido garantizadas a los vikingos treinta años atrás. Bernard murió pocos años después (antes de 960).

## Herencia
Fue el primer ancestro de dos baronías francesas, la casa de Beaumont y la casa de Harcourt.
Casó con Sphreta (Sprote) de Borgoña, de esa relación se supone que hubo descendencia, pero las fuentes son inciertas. No obstante dos hijos tienen más peso de ser legítimos:
- Torf (Thörff y Torfulus), apodado el Rico, señor de Tourville (c. 901-970).[8]
- Mathilde de Pont-Audemer c. 920, casada con Jean d'Aché (c. 910), escudero de Roberto el Liberal, duque de Normandía.